# Орик (Мисури)
Орик (енгл. Orrick) град је у америчкој савезној држави Мисури.

## Демографија
По попису из 2010. године број становника је 837, што је 52 (-5,8%) становника мање него 2000. године.
| Група             | 2000.       | 2010.       |
| Белци             | 864 (97,2%) | 803 (95,9%) |
| Афроамериканци    | 0 (0,0%)    | 2 (0,2%)    |
| Азијати           | 0 (0,0%)    | 1 (0,1%)    |
| Хиспаноамериканци | 15 (1,7%)   | 19 (2,3%)   |
| Укупно            | 889         | 837         |